# Ṗ
La P con punto (Mayúscula: Ṗ minúscula: ṗ) era un grafema utilizado en el alfabeto irlandés. Es la letra P diacrítica con un punto.

## Codificación
La P con punto se puede representar con los siguientes caracteres Unicode:
| Carácter      | Ṗ                                     | Ṗ                                     | ṗ                                   | ṗ                                   |
| ------------- | ------------------------------------- | ------------------------------------- | ----------------------------------- | ----------------------------------- |
| Unicode       | LATIN CAPITAL LETTER P WITH DOT ABOVE | LATIN CAPITAL LETTER P WITH DOT ABOVE | LATIN SMALL LETTER P WITH DOT ABOVE | LATIN SMALL LETTER P WITH DOT ABOVE |
| Codificación  | decimal                               | hex                                   | decimal                             | hex                                 |
| Unicode       | 7766                                  | U+1E56                                | 7767                                | U+1E57                              |
| UTF-8         | 225 185 150                           | E1 B9 96                              | 225 185 151                         | E1 B9 97                            |
| Ref. numérica | &#7766;                               | &#x1E56;                              | &#7767;                             | &#x1E57;                            |